# Alma Reville
Alma Reville, (født 14. august 1899 i Nottingham, Nottinghamshire, død 6. juli 1982 i Bel Air, Los Angeles, Californien), var en britisk filmklipper og manuskriptforfatter.
Hun var gift med Alfred Hitchcock fra 1926 til hans død 1980 og de havde et nært samarbejde. De træffedes da de begge arbejdede for Famous Players-Lasky. Reville skrev manuskript til omkring et dusin af sin mands film indtil 1950'erne, og kom til at rådgive og arbejde sammen med ham i hele hans karriere.
I 1928 fik parret datteren Patricia Hitchcock.
Reville portrætteredes af Helen Mirren i filmen Hitchcock (2012).